# 디엔비엔푸
디엔비엔푸시(베트남어: Thành Phố Điện Biên Phủ / 城舖奠邊府)는 베트남 북쪽 디엔비엔성의 성도이다. 길이 20km, 폭 6km의 분지 지형인 므엉타인(Mường Thanh) 계곡에 자리하고 있다. 라오스와의 국경에서 35 km 밖에 떨어져 있지 않다. 인구는 약 12.5만 명이다.
디엔비엔푸는 1953년 호찌민이 이끄는 비엣민과 프랑스 사이에 벌어진 디엔비엔푸 전투로 유명하다. 이 전투에서 패한 프랑스는 인도차이나에서 손을 떼게 된다.

## 역사
므앙탄에는 한때 도시 국가가 있었다.
698년에 므앙탄 쿤로(昆洛) 왕자가 므앙수아에 쳐들어가 스와 제국(侯國)을 세웠다.
1253년 몽골 제국 침공 이후 스와 제국은 혼란기에 들어 갔지만, 1353년에 파응움에 의해 라오족 통일 왕조 란쌍 왕국이 세워졌다.
제1차 인도차이나 전쟁의 디엔비엔푸 전투(1954년)로 유명하다. 이 전투에서 프랑스 최정예 부대가 비엣민 군에 항복했다.
1992년 디엔비엔푸 마을이 되었고, 2003년에 도시로 승격했다.
2004년 라이쩌우성에서 디엔비엔성이 분할되어 편입되었다.

## 행정구역
다음의 7개 프엉(坊) 2개 싸(社)로 구성된다.

### 프엉
- 힘람 (Him Lam /馨嵐)
- 므옹타인 (Mường Thanh /芒淸)
- 남타인 (Nam Thanh /南淸)
- 노옹부아 (Noong Bua)
- 떤타인 (Tân Thanh / 新淸)
- 타인빈 (Thanh Bình /淸平)
- 타인쯔엉 (Thanh Trường /淸長)

### 싸
- 타인민 (Thanh Minh /淸明 )
- 따렝 (Tà Lèng )

## 기후
| 디엔비엔푸시의 기후                | 디엔비엔푸시의 기후 | 디엔비엔푸시의 기후 | 디엔비엔푸시의 기후 | 디엔비엔푸시의 기후 | 디엔비엔푸시의 기후 | 디엔비엔푸시의 기후 | 디엔비엔푸시의 기후 | 디엔비엔푸시의 기후 | 디엔비엔푸시의 기후 | 디엔비엔푸시의 기후 | 디엔비엔푸시의 기후 | 디엔비엔푸시의 기후 | 디엔비엔푸시의 기후 |
| 월                                 | 1월                 | 2월                 | 3월                 | 4월                 | 5월                 | 6월                 | 7월                 | 8월                 | 9월                 | 10월                | 11월                | 12월                | 연간                |
| ---------------------------------- | ------------------- | ------------------- | ------------------- | ------------------- | ------------------- | ------------------- | ------------------- | ------------------- | ------------------- | ------------------- | ------------------- | ------------------- | ------------------- |
| 역대 최고 기온 °C (°F)             | 32.4 (90.3)         | 33.9 (93.0)         | 36.1 (97.0)         | 38.5 (101.3)        | 38.6 (101.5)        | 37.9 (100.2)        | 36.0 (96.8)         | 35.2 (95.4)         | 35.0 (95.0)         | 35.5 (95.9)         | 32.4 (90.3)         | 31.2 (88.2)         | 38.6 (101.5)        |
| 일평균 최고 기온 °C (°F)           | 23.7 (74.7)         | 25.9 (78.6)         | 29.1 (84.4)         | 30.9 (87.6)         | 31.6 (88.9)         | 31.0 (87.8)         | 30.3 (86.5)         | 30.2 (86.4)         | 30.2 (86.4)         | 28.9 (84.0)         | 26.3 (79.3)         | 23.6 (74.5)         | 28.5 (83.3)         |
| 일일 평균 기온 °C (°F)             | 16.3 (61.3)         | 18.0 (64.4)         | 20.9 (69.6)         | 23.7 (74.7)         | 25.5 (77.9)         | 26.0 (78.8)         | 25.8 (78.4)         | 25.5 (77.9)         | 24.7 (76.5)         | 22.6 (72.7)         | 19.4 (66.9)         | 16.2 (61.2)         | 22.0 (71.6)         |
| 일평균 최저 기온 °C (°F)           | 12.1 (53.8)         | 13.1 (55.6)         | 15.5 (59.9)         | 19.0 (66.2)         | 21.6 (70.9)         | 23.2 (73.8)         | 23.2 (73.8)         | 22.8 (73.0)         | 21.6 (70.9)         | 19.1 (66.4)         | 15.4 (59.7)         | 12.0 (53.6)         | 18.2 (64.8)         |
| 역대 최저 기온 °C (°F)             | −1.3 (29.7)         | 4.8 (40.6)          | 5.3 (41.5)          | 11.4 (52.5)         | 14.8 (58.6)         | 17.4 (63.3)         | 18.7 (65.7)         | 10.7 (51.3)         | 15.0 (59.0)         | 7.7 (45.9)          | 4.0 (39.2)          | 0.4 (32.7)          | −1.3 (29.7)         |
| 평균 강수량 mm (인치)              | 21 (0.8)            | 31 (1.2)            | 55 (2.2)            | 111 (4.4)           | 187 (7.4)           | 274 (10.8)          | 310 (12.2)          | 313 (12.3)          | 151 (5.9)           | 65 (2.6)            | 31 (1.2)            | 21 (0.8)            | 1,568 (61.7)        |
| 평균 강수일수                      | 4.8                 | 4.0                 | 5.8                 | 12.4                | 17.1                | 20.3                | 22.4                | 21.3                | 13.4                | 8.7                 | 5.5                 | 3.7                 | 139.3               |
| 평균 상대 습도 (%)                 | 82.7                | 79.7                | 79.2                | 81.0                | 81.9                | 84.6                | 86.3                | 87.4                | 86.4                | 84.9                | 83.5                | 83.4                | 83.4                |
| 평균 월간 일조시간                 | 163                 | 175                 | 205                 | 206                 | 203                 | 142                 | 131                 | 146                 | 172                 | 173                 | 158                 | 161                 | 2,034               |
| 출처: 베트남 과학 기술 양성 연구소 |                     |                     |                     |                     |                     |                     |                     |                     |                     |                     |                     |                     |                     |

## 교통
도로와 관련하여 디엔비엔푸시는 90km 떨어져있는 12번 도로로 므엉라이 마을과 연결된다. 디엔비엔푸는 뚜언자오에서 279번 도로를 타고 하노이 474에서 6번 도로에 있다.
디엔비엔푸시는 디엔비엔푸 공항으로 하노이와 연결된다.

## 갤러리

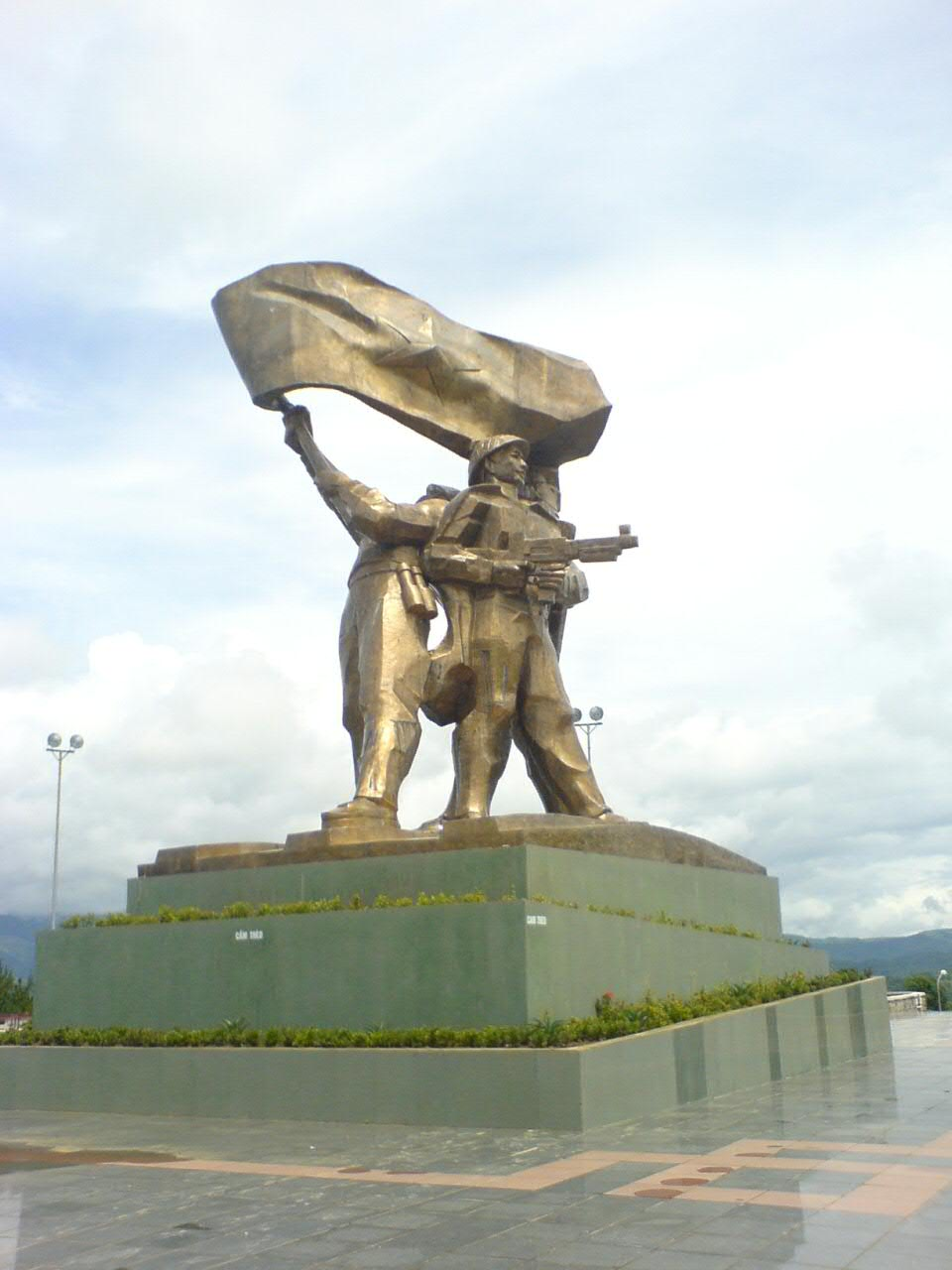
디엔비엔푸 전승 기념 조각상
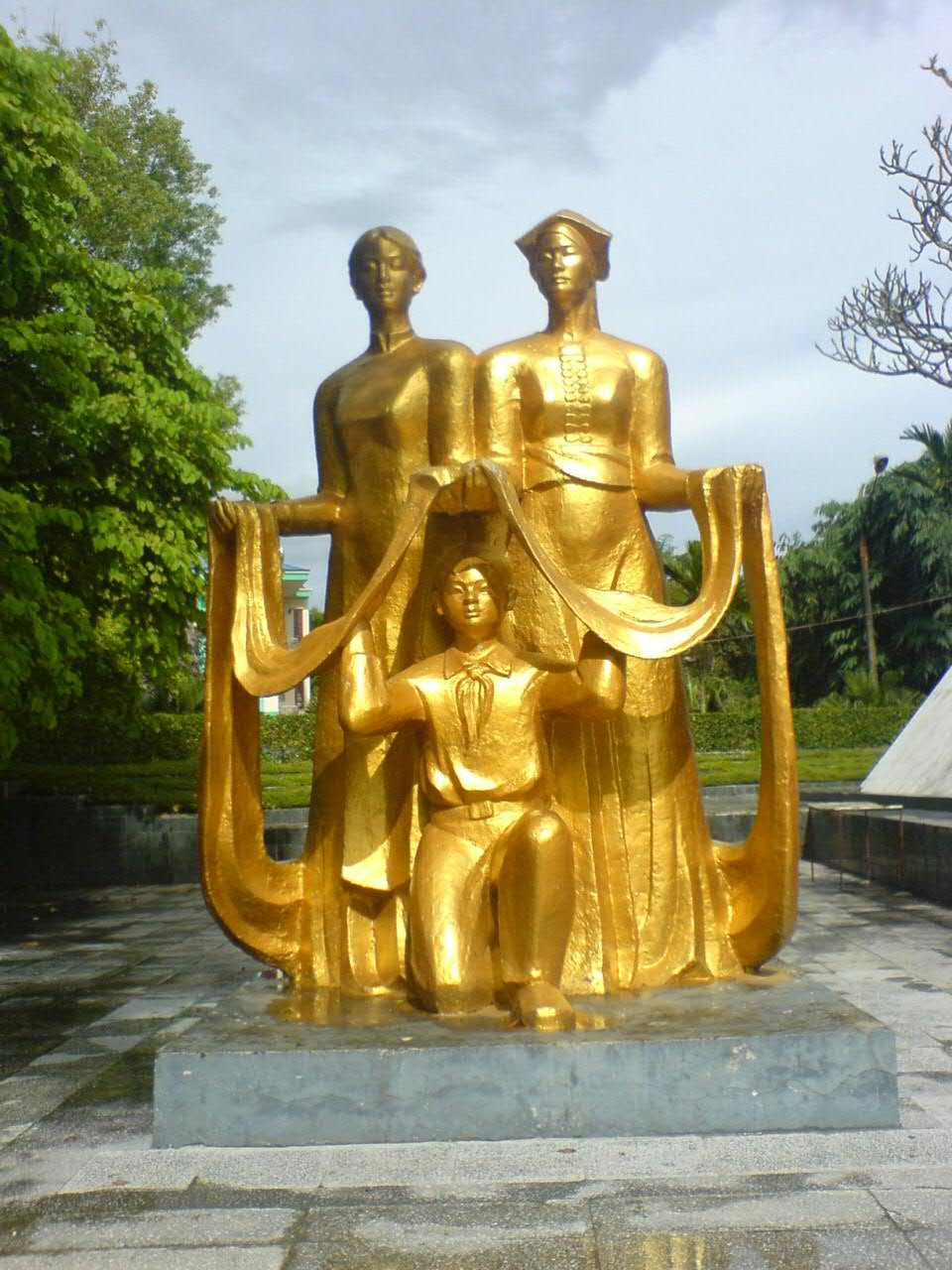
디엔비엔푸 전승 기념 조각상
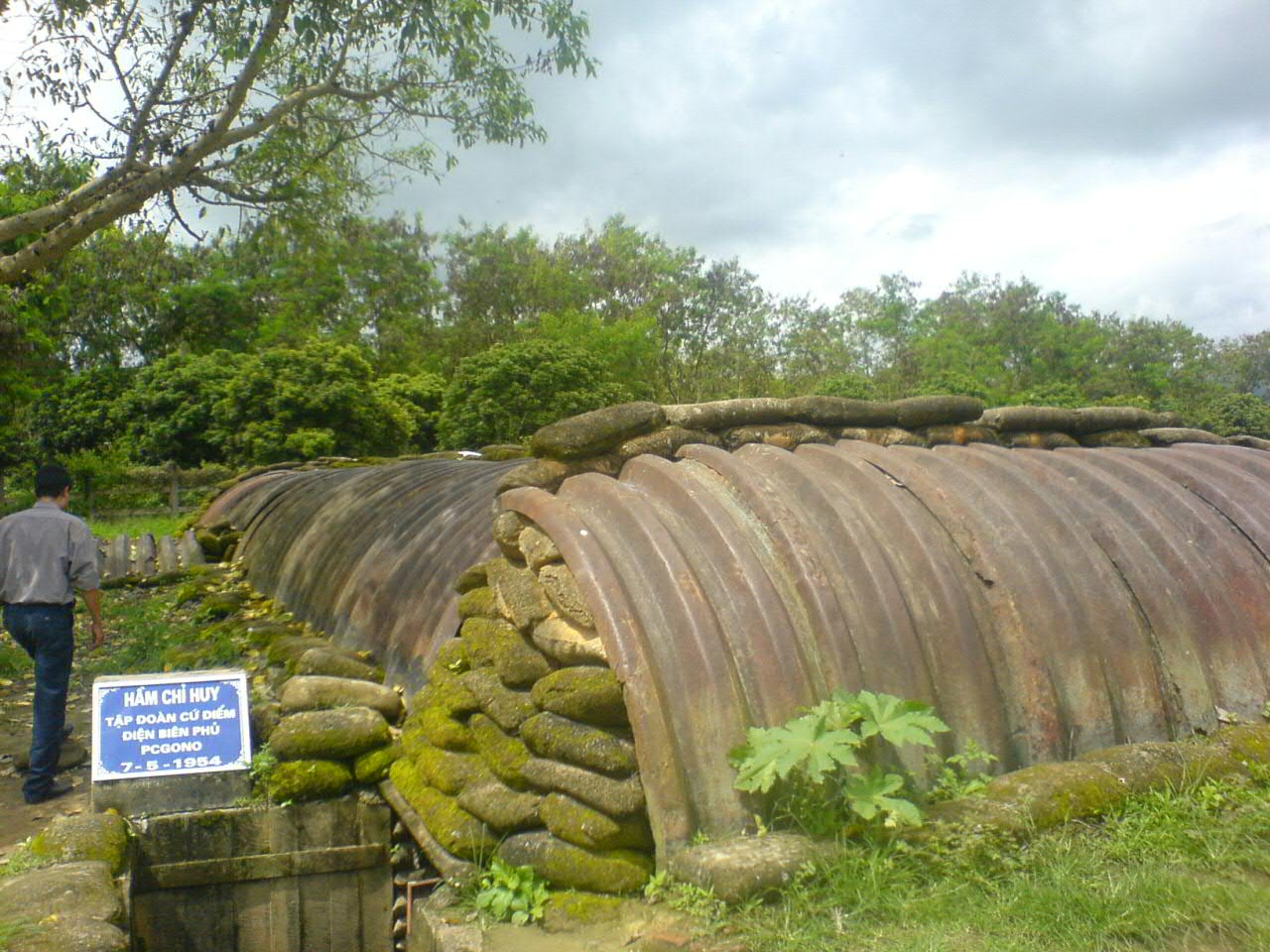
디엔비엔푸 터널 기지
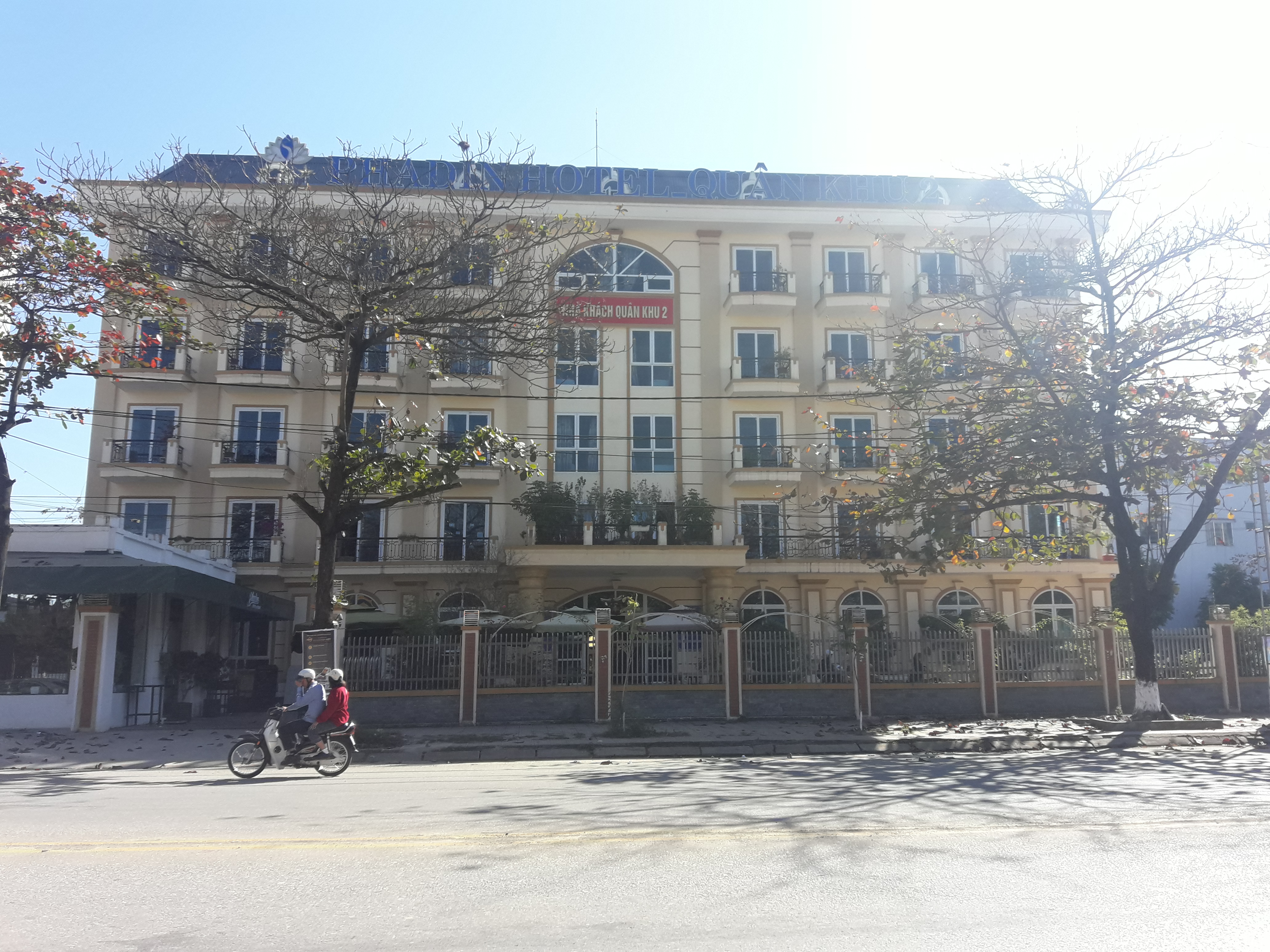
파딘호텔
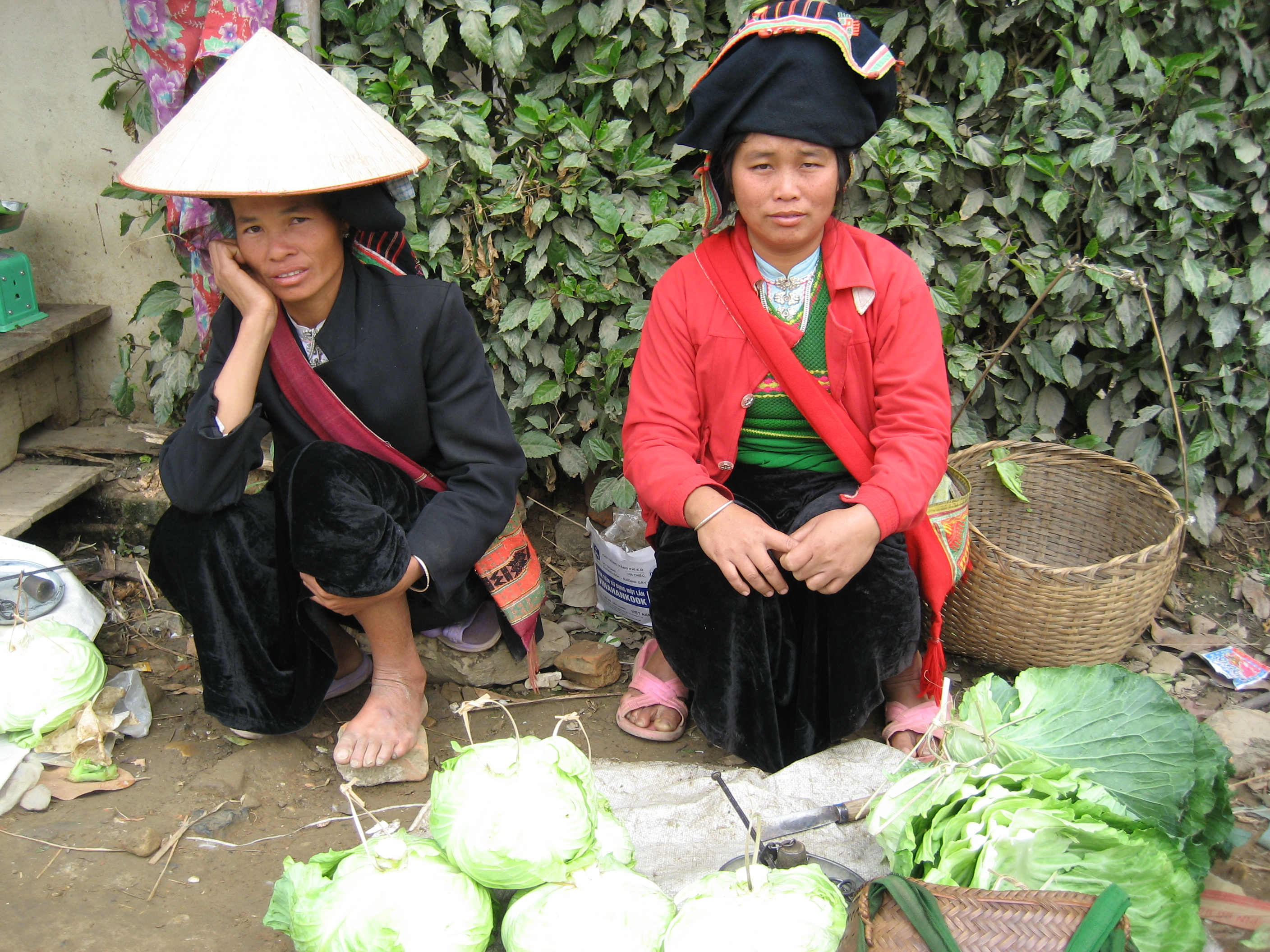
디엔비엔푸 므엉족, 투언자오

## 같이 보기
- 디엔비엔푸 전투